# Mazarópi
Geraldo Pereira de Matos Filho, mais conhecido como Mazarópi, (Além Paraíba, 27 de janeiro de 1953) é um ex-futebolista, ex-treinador de futebol e atual comentarista esportivo brasileiro.
A alcunha é atribuída ao jogador Brito, que ao ver Geraldo chegando ao Vasco da Gama com suas roupas simples, teria lhe chamado assim, em alusão ao cineasta, humorista e cantor Amácio Mazzaropi, que se vestiria daquela maneira e se consagrou nos cinemas e na comédia nacional justamente por conta dos papéis de personagens caipiras e interioranos.

## Carreira

### Goleiro
Filho de ferroviário, estudava no SENAI para se tornar caldeireiro e em 1966 jogava como zagueiro no Palmeirinha local até virar goleiro de verdade no São José, uma equipe que participava da Liga Desportiva de Além Paraíba. Foi convidado para se apresentar em São Januário no dia 6 de janeiro de 1970. Registrado inicialmente como amador no Vasco, nunca se firmou como titular no juvenil e ficou na reserva até junho de 1972, quando recebeu um convite do Botafogo, mas resolveu ficar.
Em agosto de 1973 já treinava no elenco principal e no mês de fevereiro de 1974 assinou seu primeiro contrato, quando foi lançado pelo técnico Mário Travaglini e fez parte do grupo campeão brasileiro daquele ano.
Só ganhou lugar no time depois da saída de Andrada em 1976. Na Taça Guanabara de 1976, brilhou defendendo pênaltis.
Em 1977, na penúltima partida do turno, Mazaropi iniciou uma série de 20 partidas sem levar gol, uma marca que só foi superada no ano seguinte.
Em 1979, Emerson Leão foi contratado pelo Vasco e foi emprestado ao Coritiba por 300 mil cruzeiros, onde foi Campeão Paranaense, atuando em 42 jogos, e ficou em terceiro lugar na classificação geral do Brasileirão, sendo eliminado na semifinal pelo Vasco.
Logo em seguida retornou ao Vasco para ser campeão carioca de 1982. Em 1982 foi citado no escândalo da Máfia da Loteria Esportiva.
Em 1983 foi emprestado ao Grêmio. Pelo clube, conquistou a Copa Libertadores da América e a Copa Intercontinental, ambas naquele ano.
Mazaropi ainda voltou novamente ao Vasco em 1984 (não chegou a jogar) e logo depois acertou sua transferência para o Clube Náutico Capibaribe, onde também faturou o título pernambucano.
Voltou ao Grêmio, onde conquistou diversos estaduais e a Copa do Brasil de 1989.
Em 1990, retornou ao Coritiba, onde jogou apenas quatro partidas pelo Brasileiro da 2ª Divisão, sofreu quatro derrotas consecutivas, depois das quais ele e o técnico Luis Felipe Scolari pediram rescisão de seus contratos.
Seu último clube foi o Sport Club Guarany de Cruz Alta (RS).

### Fora dos campos
Atualmente é técnico de futebol, empresário e chefe executivo de futebol do Porto (Portugal), onde ganhou uma Liga dos Campeões. 
Foi eleito vereador de Porto Alegre, pelo PMDB, em 1992. Recebeu 5.361 votos. Porém abandonou o cargo três anos mais tarde, para aceitar o convite de Otacílio Gonçalves para ser treinador de goleiros no Japão, onde passou oito anos, atuando em clubes como Yokohama Marinos e Nagoya Grampus.
Em 21 de dezembro de 2008, Mazaropi assumiu como técnico da SER Santo Ângelo, no Rio Grande do Sul, com o objetivo de recolocar a equipe na primeira divisão do Campeonato Estadual..
Desde 2015, é comentarista esportivo na Grêmio Rádio Umbro, de Porto Alegre, veículo que transmite as partidas do clube.

## Recorde
Entre os anos de 1977 e 1978, Mazaropi conseguiu atingir a marca de 1816 minutos sem sofrer gol, um recorde mundial, mais tarde premiado pela IFFHS.
Em 1997, colocou suas mãos na Calçada da Fama do Estádio Olímpico, perpetuando sua passagem pelo clube.

## Títulos
Vasco da Gama
- Campeonato Brasileiro: 1974
- Taça Guanabara: 1976 e 1977
- Torneios Heleno Nunes: 1976
- Campeonato Carioca: 1977 e 1982
- Troféu Colombino: 1980
- Torneio João Havelange: 1981
- Torneio de Funchal: 1981
- Torneio de Verão do Uruguai: 1982

Coritiba
- Campeonato Paranaense: 1979

Náutico
- Campeonato Pernambucano: 1984

Grêmio
- Campeonato Gaúcho: 1985, 1986, 1987, 1988, 1989 e 1990
- Taça Libertadores da América: 1983
- Copa Intercontinental: 1983
- Copa do Brasil: 1989
- Supercopa do Brasil: 1990